# Elizabeth Ford Johnson
Elizabeth Ford Johnson, född 1771, död 1830, var en amerikansk skådespelare.  
Hon var engagerad hos John Hodkinson i American Company vid Federal Street Theatre i Boston 1795-1800, vid John Street Theatre till 1798 och, efter ett uppehåll i England, Park Theatre i New York 1802-06. Hon beskrivs som lång, vacker och elegant, spelade ofta adelsdamer på scen och kallades "Amerikas Siddons". 
Hon var gift med skådespelaren John Johnson. 